# Hållö fyr

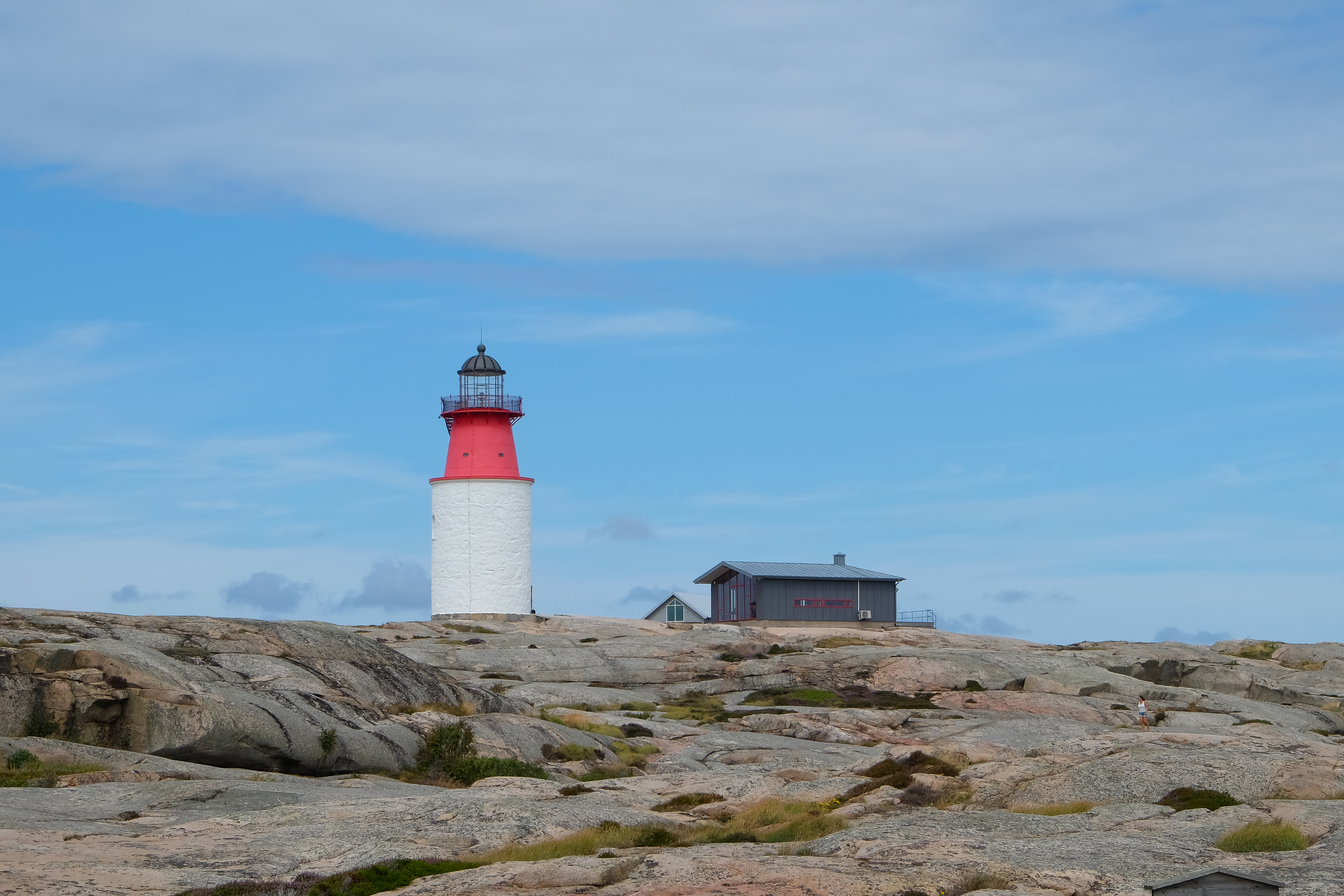
Hållö fyr med kapellet (tidigare maskinhuset) till höger.

Hållö fyr är en så kallad angöringsfyr placerad på Hållö i Smögens socken i Bohuslän.
Fyren byggdes 1842, som ett runt vitt stentorn. Fyren visade sig vara för låg då den i väster skymdes av Sälö. Man kontaktade den då den mycket anlitade fyrkonstruktören Nils Gustav von Heidenstam, som försåg fyren med en 5 meter hög stålplåtskon 1868. Därefter blev fyren 20 meter hög och fick sin nuvarande lyshöjd på 39,2 meter över havet. Fyren ägs av Sjöfartsverket och är sedan den 25 januari 1935 statligt byggnadsminne.
Under 1830-talet planerades en fyr utmed farleden förbi Väderöarna och vidare ut mot Kungshamn på Västkusten. I dessa diskussioner fanns såväl Väderöarna som Sälö med i diskussionerna innan man slutligen bestämde sig för att fyren skulle uppföras på klippan Hållö, nära stora inloppet till Kungshamn. Ritningar och byggnadsbeskrivning upprättades.
Ett byggnadskontrakt slöts med Jonas Jonsson, som precis blivit klar med fyrarna i Göteborgs skärgård. Åren 1841–1842 uppfördes ett omkring 10 meter högt, cylinderformat stentorn. Vidare byggdes ett bostadshus av timmer – panelat och rödmålat 1844 – och ett uthus. Fyren tändes hösten 1842. I samband med fyrplatsens tillkomst revs en båk uppförd 1812.
I toppen inom lanternin monterades en spegelapparat, bestående av nio paraboliska speglar med lika många rovoljelampor på en roterande stålring. Numera är dessa ersatta med elklipp. År 1918 bestod fyrljuset av ett vitt blixtljus med ett blänk var femte sekund. Skenet hade en styrka av "72 000 normalljus" och syntes på 18 distansminuter. 
Hållö fyr har en framträdande plats i Evert Taubes visa Balladen om briggen "Blue Bird" av Hull. Blue Bird går i kvav vid Hållö fyr på "själva julafton '72" med katastrofalt resultat.
Fyren visas för allmänheten från midsommar fram till mitten av augusti. Detta görs av Föreningen Hållö fyr. Då kan man gå upp i fyren och njuta av den vida utsikten, som sträcker sig från Väderöbod i norr till Måseskär i söder.

## Fyrmästare
Fyren var bemannad från invigningen fram till dess att den automatiserades 1969. Personalen bestod av fyrmästare, fyrvaktare och fyrbiträden.
- 26 juli 1842–1850. Den första fyrmästaren var Christoffer Busck. Busck fick sparken efter att ha förskingrat rovolja.
- 1850–1851. Rudolph Edlund.
- 1851–1891. Anton Olsson var fyrmästare under 40 år.
- 1891–1917. Johan Edvin Jacobsson. Kanske inte så känd som fyrmästare, som att han var morbror till Evert Taube.
- 1917–1933. Johan Emil Johansson Uhrberg.
- 1933–1941. Hjalmar Theofil Jacobsson.
- 1941–1951. Carl Oscar Ragnar Hållberg.
- 1951–1961. Emil Martin Edvardsson.
- 1961–31 mars 1970. Fredrik Westberg.